# Max Wegner (Schauspieler)
Max Wegner (geboren 2. Februar 1859 in Ueckermünde in Pommern; gestorben 12. August 1918 in Weimar) war ein deutscher Theater-Schauspieler und -Regisseur.

## Leben
Wegner war der Sohn eines Schiffskapitäns. Er besuchte das Gymnasium in Stettin, wo er bereits Erfahrungen als Darsteller bei Schulaufführungen sammelte. Zu Beginn seiner Laufbahn ging Wegner nach Berlin, wo er Schauspielunterricht beim königlichen Schauspieldirektor a. D. Julius Hein nahm. Sein Debüt hatte er am 2. Oktober 1879 am Stadttheater Bromberg in der Rolle des „Don Diego“ in der Komischen Oper Donna Diana. Es folgten Engagements am Stadttheater in Liegnitz (1880–1882), anschließend 1882 bis 1883 in Sondershausen, 1883 bis 1884 in Zittau, 1884 bis 1885 am Hoftheater Oldenburg, 1885 bis 1886 in Mainz und 1887 bis 1888 in Augsburg. Dort war er in der Rolle des „Johannes Rosmer“ in dem Drama Rosmersholm zu sehen.
1887 bis 1902 war Wegner Mitglied des Ensembles am Hoftheater Weimar. Er spielte unter anderem den „Wallenstein“ in Wallensteins Tod, „Cajetan“ in die Braut von Messina. Seit dem 1. September 1887 erhielt er Rollen als Heldendarsteller. In diesen Jahren verkehrte er in einer „Tafelrunde“ unter Künstlern unter anderem mit dem Komponisten Richard Strauss.
1902 wechselte Wegner nach Hannover, wo er seitdem bis zu seinem Tode am dortigen Hoftheater wirkte, ab 1909 zudem als Regisseur.